# 조훈현
조훈현(曺薰鉉, 1953년 4월 23일(1953년 음력 3월 10일)~)은 대한민국 프로 바둑 기사이자 과거 정치인이다. 프로 바둑 기사 나종훈은 그의 이종사촌 동생이다. 부인은 정미화 여사이다. 2016년 3월 10일 새누리당에 정식 입당하였으며, 20대 비례대표 국회의원에 당선하여 국회에 진출했다.

## 약력

### 프로로 입문하기까지
4세 때 아버지가 바둑을 두는 모습을 보고 바둑을 배우기 시작했다. 바둑 수련을 위해 1958년에 서울로 이사하여, 조남철의 바둑회에 다니기 시작했고, 7세에 한국기원에 입소하였다. 1962년 9세에 한국기원 초단을, 그 다음 해에는 2단으로 승단하였다.

### 프로 기사
1963년 일본으로 건너가서 세고에 켄사쿠에게 입문하였으며, 일본기원의 연구생 4급으로 등록되었고, 1966년에는 초단에 올랐다. 1970년에는 33승 5패 1지고의 성적으로 기도상 신인상을 수상하였다. 1971년 5단에 승단하였다. 이 시기 동안, 기타니 미노루의 문하와 함께 카지와라 다케오의 연구회 및 후지사와 히데유키의 연구회에 참여하였다.
1972년 병역을 위해 귀국하여 공군에 입대하였고, 1976년 제대하였다. 1973년 한국기원에 5단으로 소속되었으며, 병역 중에도 여러 기전에서 참가하였다.
1973년 김인수와의 대국에서 승리하여 첫 번째 타이틀인 최고위를 차지하였고, 1976년부터 국수전 10연패를 달성하는 등, 한국에서 많은 타이틀을 획득하였다. 1980년에는 한국의 모든 공식 타이틀을 석권하며(명인, 왕위, 국수, 국기, 패왕, 최고위, 최강자, 기왕, KBS배) 위대한 업적을 이루었다. 1979년 한국에서 조남철에 이어 두 번째로 8단에 승단하였고, 1982년에는 한국 최초로 9단에 올랐다. 국내 총 타이틀 수는 약 150개에 달한다. 1979년 기왕전 도전 대국에서 "단창의 명인"이라는 평을 받았다. 1981년에는 조치훈과 삼번기로 대결을 펼쳐 0-2로 패배하였다. 1983년, 1985년, 1986년에는 MBC 제왕전에서 우승하여 한일 조기 대항전에도 출전하였고(이시다 요시오, 가토 마사오, 무기야마 마사키에게 승리) 대단한 활약을 보였다.
1989년 제1회 응창기배 세계 프로 바둑선수권에서 결승 5번 승부에서 중국의 사에이페이를 3승 2패로 물리치고 우승하였다. 이를 계기로 한국에서는 조치훈의 명인 획득 이후 두 번째 바둑 붐이 일었다. 1990년에는 일본기원의 기관지 ‘기도’ 800호 기념 기획으로, 전년도의 후지쯔배 우승자인 무기야마 마사키와 '에바라제작소·교세이그룹배 세계 정상 대결 삼번 승부'를 진행하였으나 0-2로 패배하였다. 그럼에도 불구하고 이 기전은 한국 바둑 팬들에게 큰 인기를 끌었고, 당시 방송 시청률은 75%에 달했다. 1994년에는 후지쯔배, 동양증권배에서 우승하며, 당시 3대 세계선수권을 모두 석권하는 그랜드슬램을 달성하였다. 이후에도 여러 세계선수권에서 우승하며 큰 성과를 이루었다. 1992년부터 시작된 일중한 3국 대항전인 진로배 전에서는 한국 팀의 주장으로 활약하며 한국의 4회 우승에 중요한 역할을 하였다.
1980년에는 결혼하였고, 1984년부터 이창호를 내제자로 길러냈다. 그러나 1990년 최고위전에서 이창호에게 첫 번째로 타이틀을 빼앗겼고, 이후에도 많은 타이틀을 놓고 경쟁하였으며, 특히 1993년 말에서 1994년 초까지는 5개의 타이틀전에서 27번의 대국을 치른 바 있다. 1995년에는 잠시 무관 시기를 겪었으나, 같은 해에 패왕, 기왕, BC카드배를 이창호로부터 되찾아오며 타이틀 전에서 활약을 이어갔다. 1999년 제1회 춘란배에서는 처음으로 세계선수권 결승에서 이창호와 맞붙어 10연승 중이던 이창호를 2-1로 물리치고 우승하였다. 2000년에는 후지쯔배를 우승하고, 4개의 타이틀전에서 결승에 올라 1995년부터 발표된 한국 상금 랭킹에서 첫 1위를 차지하였다. 2008년에는 세계 최초로 공식 전적 2500국을 달성하였고(통산 1770승 721패 9지고). 2009년의 BC카드배 세계 바둑선수권에서는 4강에 진출하였다. 2015년에는 시니어 국기전, 시니어 기성전, 시니어 바둑 클래식 왕중왕전에서 우승하며 뛰어난 활약을 보였다. 같은 해에는 한국 현대 바둑 70주년 특별 대국에서 조치훈과 대국을 펼쳤고(이 대국에서 승리하였다).
중국 바둑甲급리그에서는 2002년 심천, 2003년 홍콩 신세기 팀에 참가하였다. 한국 바둑리그에서는 제1화재팀 등에서 활약하였다. 한국 바둑기사 랭킹에서는 2005년에 랭킹이 시작된 이후 6위를 기록하였다.
일본에서의 수련 기간 동안, 후지사와 히데유키의 연구회에서 심오한 영향을 받았으며, 세고에 켄사쿠를 정신적 스승, 후지사와를 바둑의 스승으로 칭하였다. 1988년 응창기배의 준결승이 서울에서 열린 때, 암투병 중이던 후지사와의 대국에 매일 아침 부인 손수 만든 죽을 전달하였다. 1999년 후지사와의 은퇴 바둑에서는 제2국의 상대를 맡았다. 2009년에는 한국을 방문한 일본 정치인 오자와 이치로와 지도 대국을 진행하였다. 통산 성적은 1951승 830패 9지고(한국기원, 2020년 12월 기준)이다.
사생활에서는 1남 2녀의 아버지로, 취미는 등산과 경마이며, 공동 마주로도 활동 중이다. 한때는 헤비 스모커였으나, 금연 보조 식품 ‘금연초’를 통해 금연에 성공하였고, 그 광고에도 등장하였다.
2016년 총선에서 새누리당 비례대표로 출마하여 당선되었으며, 프로 바둑기사 최초로 국회의원이 되었다. 2018년에는 바둑 진흥법을 제정하였다(법률 제15567호, 2018년 4월 17일 제정, 2018년 10월 18일 시행). 그러나 국회의원 재임 중에는 정치의 복잡성에 익숙지 않은 감정을 드러낸 적도 있었다. 그는 60년의 바둑 인생에서 마지막 큰 숙제를 마쳤다고 인터뷰에서 밝히며, 정치 은퇴 의사를 표명하였다. 2019년에는 "정치는 내 길이 아니다"라며 다음 해 총선 불출마를 선언하였다. 국회의원 시절 마지막에는 자유한국당의 위성 정당인 미래한국당의 사무총장을 역임한 바 있다.
2022년 6월 국회의원 은퇴와 함께 바둑계에 복귀하였으며, 첫 대국은 6월 13일 여자 기사 최정과의 대국이었다.
2025년 이병헌이 조의 역을 맡은 넷플릭스 제작 영화 《승부》가 공개하였다.

## 각종 기록
- 세계 최연소 입단(9세) - 1962년
- 대한민국 최초의 9단 - 1982년
- 전관왕 3회 달성 - 1980년 9관왕, 1982년 10관왕, 1986년 11관왕
- 타이틀전 최다연패 기록 - 패왕전 16연패(1977년 13기 ~ 1993년 28기)
- 통산 최다 타이틀 획득 - 158회
- 타이틀전 최다 출전 - 233회
- 통산 최다 불계승 - 1120승
- 최다 대국수 - 2010.1.5 현재 2,567국
- 통산 최다승 - 2010.1.5 현재 1,810승
- 최고령 타이틀 획득 - 2002년 삼성화재배, KT배(49세)

## 국제 기전 성적
| 기전       | 1988 | 1989 | 1990 | 1991  | 1992   | 1993   | 1994  | 1995   | 1996 | 1997  | 1998 | 1999 | 2000 | 2001   | 2002   | 2003 | 2004 | 2005 | 2006 | 2007 | 2008 | 2009 |
| ---------- | ---- | ---- | ---- | ----- | ------ | ------ | ----- | ------ | ---- | ----- | ---- | ---- | ---- | ------ | ------ | ---- | ---- | ---- | ---- | ---- | ---- | ---- |
| 잉씨배     | 우승 | -    | -    | -     | 16강   | -      | -     | -      | 8강  | -     | -    | -    | 16강 | -      | -      | -    | ×    | -    | -    | -    | ×    | -    |
| 후지쯔배   | 16강 | 4강  | 4강  | 16강  | 8강    | 준우승 | 우승  | 16강   | 16강 | 24강  | 8강  | 16강 | 우승 | 우승   | 16강   | 16강 | 16강 | ×    | ×    | ×    | ×    | ×    |
| 동양증권배 | ×    | 4강  | 4강  | -     | 4강    | 우승   | 4강   | 4강    | -    | 우승  | 16강 | 중지 | -    | -      | -      | -    | -    | -    | -    | -    | -    | -    |
| 삼성화재배 | -    | -    | -    | -     | -      | -      | -     | -      | 16강 | 32강  | 16강 | 16강 | 8강  | 우승   | 우승   | 8강  | 16강 | 8강  | 32강 | 16강 | 32강 | 32강 |
| LG배       | -    | -    | -    | -     | -      | -      | -     | -      | 8강  | 8강   | 16강 | 4강  | 8강  | 준우승 | 8강    | ×    | 24강 | ×    | 32강 | 16강 | ×    | ×    |
| 춘란배     | -    | -    | -    | -     | -      | -      | -     | -      | -    | -     | 우승 | 8강  | 4강  | -      | 8강    | -    | 16강 | -    | ×    | -    | ×    | -    |
| 도요타배   | -    | -    | -    | -     | -      | -      | -     | -      | -    | -     | -    | -    | -    | -      | 16강   | -    | 32강 | -    | ×    | -    | ×    | 중지 |
| BC카드배   | -    | -    | -    | -     | -      | -      | -     | -      | -    | -     | -    | -    | -    | -      | -      | -    | -    | -    | -    | -    | -    | 4강  |
| 중환배     | -    | -    | -    | -     | -      | -      | -     | -      | -    | -     | -    | -    | -    | -      | -      | -    | ×    | ×    | -    | ×    | 중지 | -    |
| TV아시아   | -    | ×    | ×    | 1회전 | 준우승 | ×      | 1회전 | 준우승 | ×    | 1회전 | 4강  | ×    | 우승 | 우승   | 준우승 | ×    | ×    | ×    | ×    | ×    | ×    | ×    |
| 농심배     | -    | -    | -    | -     | -      | -      | -     | -      | -    | -     | -    | 1:1  | 2:1  | 1:1    | 0:1    | ×    | ×    | ×    | 0:1  | ×    | ×    | ×    |

## 이름의 한자 표기
조훈현의 한자 표기는 나라에 따라 다양하게 적힌다.
조훈현의 성인 曺(조)는 曹의 이체자(모양만 다르고 훈·음이 같은 한자)이지만, 현재 한국에서는 두 글자의 용법을 구분하고 있다. 曺는 한국인의 성씨로만 사용하고, 曹는 중국인의 성씨나 기타 일반명사 등에 쓰이고 있다. 그러나 오늘날 중국어권과 일본에서는 曹만 자신들의 한자 목록(상용한자·인명용 한자 등)에 포함시키고 曺는 포함시키지 않고 있다. 그래서 중국어권이나 일본어권에서는 조훈현의 성씨 표기를 曺가 아니라 曹로 대신하기도 한다. 또한 일본에서는 曺만 가타카나로 チョ로 바꿔 쓰기도 한다.
한자 문화권의 관례상 薰(훈)은 필기 시 薫으로 쓰기도 하는데, 후자를 ‘인쇄체’로 공식적으로 쓰는 나라는 일본(신자체에 포함) 뿐이다. 그래서 일본에서는 조훈현의 이름이 薰鉉이 아니라 薫鉉으로 적히는 경우가 일반적이다.
鉉(현)의 경우 정체(번체) 중국어나 일본어에서 그대로 쓰지만(일본 상용한자표에는 없으나 일본어에서 대개 문제 없이 표기함), 간체 중국어에서는 간략화돼서 铉으로 쓰인다.
이에 따라 조훈현의 이름은 한자로 다음과 같이 여러 가지로 적힐 수 있다.
- 曺薰鉉: 본래의 표기. 주로 대한민국에서 사용.
- 曹薰鉉: 중국어(정체) 표기.
- 曺薫鉉: 일본. 또한 다른 나라에서 필기할 때 쓰기도 함.
- 曹薫鉉: 일본. 또한 중국어(정체)권에서 필기할 때 쓰기도 함.
- チョ薫鉉: 일본.
- 曹薰铉: 중국어(간체) 표기.
- 曹薫铉: 중국어(간체)권에서 필기할 때 쓰기도 하는 표기(인쇄체에서는 대개 사용 않음).

## 관련 도서
- 조훈현, 김종서, 《전신(戰神) 조훈현 (나는 바둑을 상상한다)》, 청년사(2004), ISBN 89-7278-038-3
- 조훈현, 《조훈현과의 대화》, 부키(1999), ISBN 89-85989-24-3

- 만화 《바둑 삼국지》 (글:박기홍, 그림:김선희)
- 조훈현 《조훈현, 고수의 생각법》, 인플루엔셜(2015)
- 조훈현 《Go with the Flow》, Influential Inc., (2018)

## 논란

### 세비반납 공약 파기 논란
지난 2016년 4월 13일 치러진 국회의원 선거에 출마한 현 조훈현 의원등 당시 새누리당 소속 후보자 40명은 국민을 상대로 조건부 세비 반납 약속을 했다.
이들은 갑을개혁, 일자리규제개혁, 청년독립, 4050자유학기제, 마더센터 등 대한민국을 위한 5대 개혁과제를 2017년 5월 31일까지 이행하지 못하면 1년치 세비를 국가에 기부 형태로 반납하겠다고 공언하였으며 .계약서를 작성하고“우리는 ‘대한민국과의 계약’에 서약합니다”라며 “서명일로부터 1년 후인 2017년 5월31일에도 5대 개혁과제가 이행되지 않을 경우, 새누리당 국회의원으로서 1년치 세비를 국가에 기부 형태로 반납할 것임을 엄숙히 서약합니다”라고 썼다. 거기다가 신문에 전면광고를 내고 이 광고를 1년간 보관해달라고 하였다. 이 약속에 이름을 올린 당시 후보는 40명이다. 이들 중 당선자는 26명(강석호, 강효상, 김광림, 김명연, 김무성, 김성태, 김순례, 김정재, 김종석, 박명재, 백승주, 오신환, 원유철, 유의동, 이만희, 이완영, 이우현, 이종명, 이철우, 장석춘, 정유섭, 조훈현, 지상욱, 최경환, 최교일, 홍철호)에 달한다.
그러나 국정농단 사태가 벌어지면서 5대과제의 이행은 하나도 되지 않았다. 공약 후 1년이 다되어 세비반납 공약이 논란이 되자 자유한국당 의원들은 이날 보도자료를 통해 "20대 총선에서 당선된 자유한국당 의원은 지난 1년간 5대 개혁과제 법안을 발의함으로써 계약 내용을 이행했다”고 말하였다.
그런데 이중 노동개혁을 위한 고용정책기본법 개정안은 마감 시한인 31일 전날 오전 발의됐되었으며 이들이 앞서 발의한 5개 법안은 이행이 된것이 하나도 없이 모두 해당 상임위에 계류 중인 상태다. 이를 두고 '법안 통과가 되지 않았는데 개혁 과제를 이행했다고 볼 수 있는가', 또 '세비 반납을 피하기 위해 졸속 발의한 것 아닌가' 등의 비판이 일고 있으며 약속했던 세비 반납의 조건이 '과제 이행' 여부였다는 점에서 법안 발의만으로는 약속을 이행했다고 할 수 있는지에 대해서는 논란이 되고 있다.

## 역대 선거 결과
| 실시년도 | 선거   | 대수 | 직책     | 선거구   | 정당     | 득표수       | 득표율          | 순위          | 당락 | 비고 |
| -------- | ------ | ---- | -------- | -------- | -------- | ------------ | --------------- | ------------- | ---- | ---- |
| 2016년   | 총선   | 20대 | 국회의원 | 비례대표 | 새누리당 | 7,960,272 표 | \| \| 33.50% \| | 비례대표 14번 |      | 초선 |
|          | 33.50% |      |          |          |          |              |                 |               |      |      |

## 연기한 배우
- 1994년 드라마 〈맞수〉... 유인촌
- 2025년 영화 〈승부〉... 이병헌

## 가족 관계
- 아버지 : 조규상, 어머니 :
- 이종사촌 : 나종훈 八단
- 배우자 : 정미화
  - 슬하 1남(조민제) 2녀(첫째딸 조윤선, 둘째딸 조승희)

## 같이 보기
- 이창호
- 이세돌
- 대한민국 제20대 국회의원 선거 새누리당 후보 목록#비례대표